# Тубяк-Тазларово
Тубяк-Тазларово (баш. Төбәк-Таҙлар) — деревня в Кармаскалинском районе Республики Башкортостан Российской Федерации. Входит в состав Новокиешкинского сельсовета. 

## География

### Географическое положение
Расстояние до:
- районного центра (Кармаскалы): 13 км,
- центра сельсовета (Новые Киешки): 6 км,
- ближайшей ж/д станции (Тазларово): 1 км.

## Население
| 2002 | 2009 | 2010 |
| ---- | ---- | ---- |
| 91   | ↘52  | ↗60  |

Национальный состав
Согласно переписи 2002 года, преобладающая национальность — башкиры (88 %).